# 堀田泰司

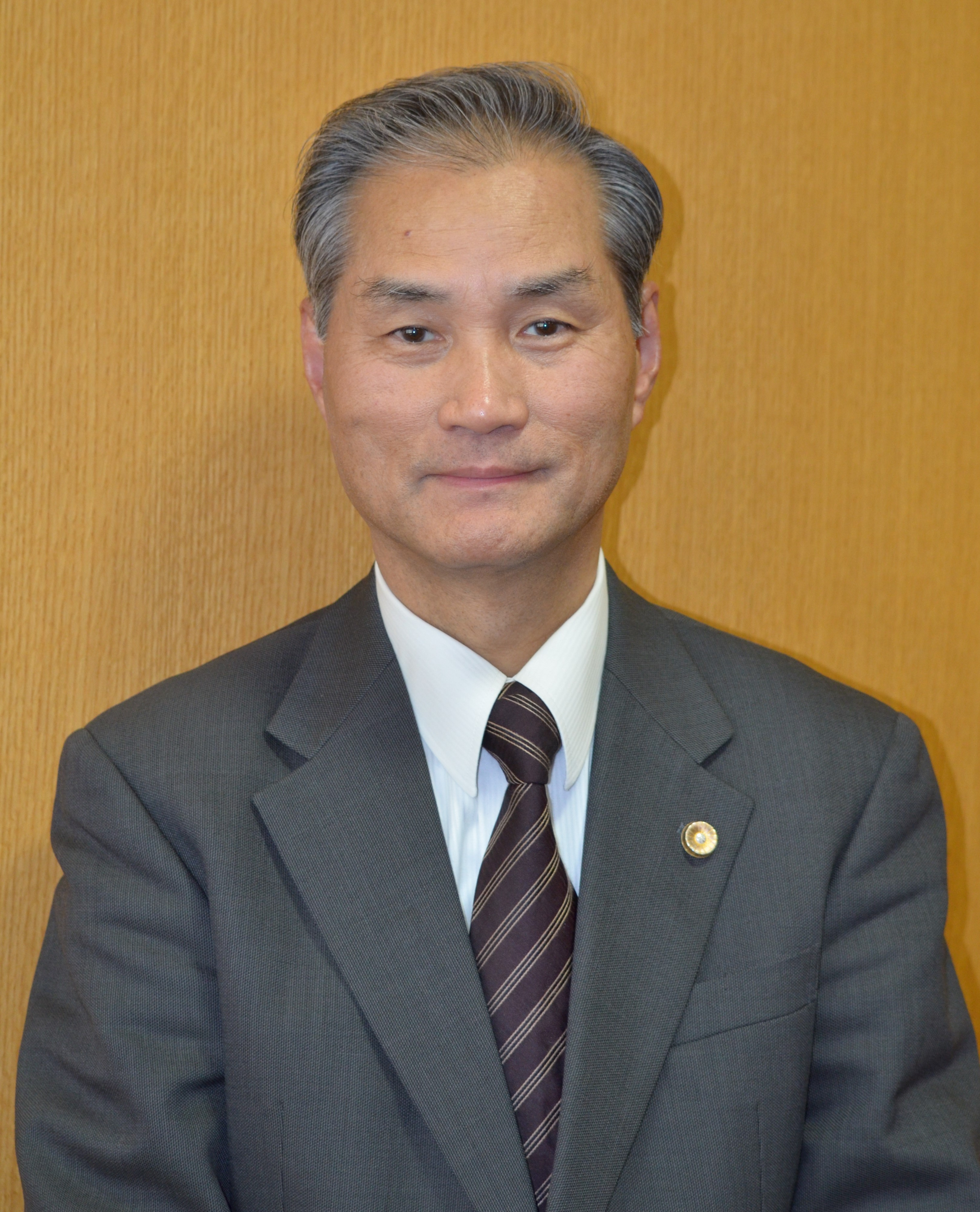
堀田泰司名誉教授退職記念号時の写真

堀田 泰司（ほった やすじ、1946年12月21日 - ）は、日本の法学者、弁護士。専門は民法で、特に請負契約を研究対象とする。九州国際大学名誉教授、前学長、法学部・大学院法学研究科教授。広島県三原市出身。

## 来歴
- 1969年、八幡大学法経学部法律学科卒業。
- 1975年、法政大学大学院社会科学研究科私法学専攻修士課程修了。八幡大学社会文化研究所研究員。
- 1977年、八幡大学法経学部講師、以後助教授、教授を歴任。
- 1988年、西ドイツフライブルク大学研究留学。
- 1997年、九州国際大学法学部長就任。
- 2003年、法学部長再就任。
- 2005年、副学長就任。
- 2011年、学長就任。
- 2016年、学長退任。
- 2017年、名誉教授。

```
八幡大学においては
安田幹太
に師事した
[
2
]
。
法政大学においては
内山尚三
に師事した。ジョイント・ヴェンチャーに関する研究論文がある。
```

## 主な社会的活動
- 北九州商工会議所法律専門相談員
- 北九州地区職業訓練協会商業系専門委員
- 建設調査会監事
- 九州法学会理事
- 福岡県弁護士会弁護士 法教育、消費者委員会委員
- 福岡県弁護士会ロースクール検討委員会副委員長
- 九州六大学野球連盟副会長
- 八幡ロータリークラブ会員
- 大学コンソーシアム関門会長
- 八幡ロータリークラブ副会長

## 著作
新版不動産取引の基礎、（共著）青林書院、1983年
民法と現代社会、（共著）嵯峨野書院、1989年
民事裁判例の基本原理、（共著）嵯峨野書院、1989年
債権法各論・市民社会の法シリーズⅣ、（編著）嵯峨野書院、1998年
現代民事法学の構想・内山尚三先生追悼論文集、（編著）信山社、2004年
『債権法各論』〔新現代社会と法シリーズⅣ〕（編著）（嵯峨野書院、2006年
『民法総則』〔新現代社会と法シリーズⅠ〕（編著）（嵯峨野書院、2007年
『民法総則』〔スタンダール民法シリーズⅠ〕（編著）（嵯峨野書院、2015年
『債権法各論』〔スタンダール民法シリーズⅣ〕（編著）（嵯峨野書院、2016年
『物権・担保物権法』〔スタンダール民法シリーズⅡ〕（編著）（嵯峨野書院、2019年
|-
|主な論文
建設請負契約における諸問題（一）、（二）、（三・完）（単著）建設総合研究24巻3・4合併号、1975年、建設総合研究25巻1号、1976年、建設総合研究25巻2号、1976年
ジョイント・ヴェンチャーに関する一考察（単著）八幡大学論集第31号第3号、1981年
請負と所有権移転の時期（単著）現代民法学の基本問題（中）、第一法規、1983年
安田先生の借地借家法論（単著）安田民法学、八幡大学社会文化研究所、1984年
債権譲渡の対抗要件（単著）債権法重要論点研究、酒井書店、1988年
中間省略登記（単著）物権法重要論点研究、酒井書店、1991年
定期借家制度における問題点（単著）、財産法諸問題の考察・小林一俊博士古希記念論集、酒井書店、2004年
|-
|学会発表
わが国に於ける公共工事請負契約の問題点（第85回九州法学会）1992年
|-
|その他
西ドイツ・フライブルクでの研究と生活（報告・九州国際大学社会文化研究所紀要25号）1989年
Geschichtliche  Entwicklung und Grudlagen des deurschen Zivilrechts（全訳・ドイツ私法の歴史的発展と基本構造）九州国際大学論集第125号=法経研究第5巻2号、1993年
|}

## 所属学会
- 日本私法学会
- 日本土地法学会
- 日本マンション学会